# NGC 2290
NGC 2290 é uma galáxia espiral (Sa) localizada na direcção da constelação de Gemini. Possui uma declinação de +33° 26' 17" e uma ascensão recta de 6 horas, 50 minutos e 56,9 segundos.
A galáxia NGC 2290 foi descoberta em 4 de Fevereiro de 1793 por William Herschel.